# Mijaíl Stadujin

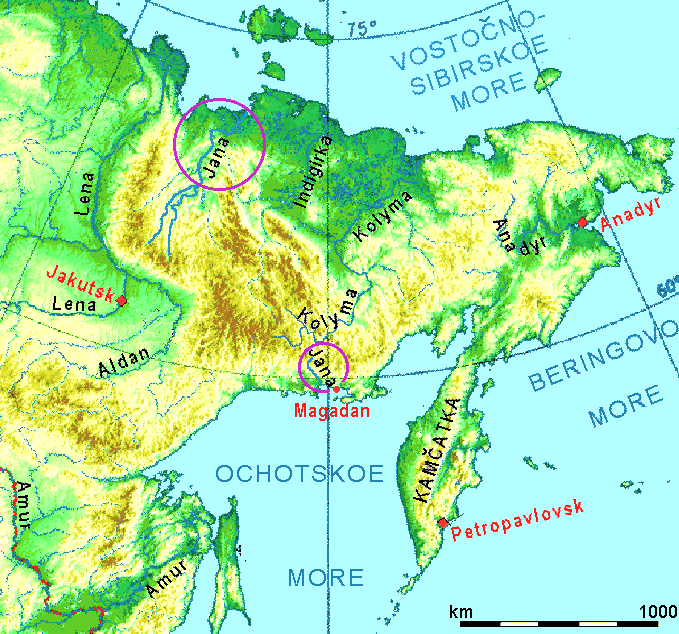
Mapa de Siberia Noreste. El río Pénzhina es el río curvado que fluye hacia el noreste en la esquina del mar de Ojotsk. La ciudad de Ojotsk está al sudeste del río Aldán

Mijaíl Vasílievich Stadujin (en ruso: Михаил Васильевич Стадухин) (? - fallecido en 1666)  fue un explorador ruso del extremo noreste de Siberia, uno de los primeros en llegar a los ríos Kolymá, Anádyr, Pénzhina y Guízhiga y alcanzar el área norte del mar de Ojotsk. Era un pomor, probablemente nacido en el pueblo de Pínega, y sobrino de un comerciante de Moscú. En 1633 estaba en el río Lena.

## Del Kolymá al Anádyr
Stadujin dirigió en 1641 una expedición por tierra a un afluente del río Indigirka (al río Yemolkon, que ya no puede ser identificado, pero que probablemente fuera una variante de Oimiakón, «el lugar más frío en la tierra»; si la suposición fuese acertada, estaba bastante lejos río arriba). Con él se encontraba Semión Dezhniov. Al encontrar pocas pieles y a nativos hostiles, en 1642 o 1643, construyeron un koch y navegaron aguas abajo por el Indigirka hasta el mar. Allí encontraron a Yarilo Zyrián, que había tenido similar mala suerte en el río Alazeya. El grupo unido navegó por el mar hacia el este hasta la desembocadura del río Kolymá, donde construyeron sus cuarteles de invierno, probablemente en Srednekolymsk. El río Kolymá pronto demostró ser una de las zonas de pieles más ricas en el este de Siberia. En 1645, Stadujin regresó a Yakutsk con un cargamento de pieles de marta.
En 1647, se le ordenó volver y conquistar el río Pogycha, que se creía se encontraba al este del río Kolymá. Debido al mal tiempo se vio obligado a invernar en el río Yana. La siguiente primavera se fue en trineo al Indigirka, donde construyó un koch y navegó hacia el Kolymá. Allí se enteró de que Dezhniov había partido para el Pogycha en 1648. En julio de 1649 siguió a Dezhniov con 2 koches y 30 hombres. Uno de los koches naufragó. Alcanzó (probablemente) el cabo del este de la bahía Cháunskaya (algunos piensan que habría llegado más al este, hasta la bahía Koliúchinskaya). Supo por unos cautivos que dos de los koches de Dezhniov habían naufragado, que sus tripulantes habían sido muertos por los nativos y que «los otros vivían en el mar» (lo que podía explicar el destino de dos más de los botes de Dezhniov). Con escasas provisiones y una pesca muy pobre, enfrentado a una costa rocosa y con los informes de mal agüero de los nativos, decidió regresar al Kolymá. Mientras tanto, había aprendido que las cabeceras del río Anyuy, una de las ramas del Kolymá, estaban muy próximas a las del río Anádyr. Decidiendo que ese era el verdadero Pogycha, salió y después de un viaje de siete semanas en trineo llegó al campamento de Semión Dezhniov en el Anádyr (1650). Los dos grupos pasaron el año siguiente discutiendo, explorando y recaudando tributos a los nativos anaul.

## Mar de Ojotsk
En febrero o marzo de 1651 se dirigió al sur y llegó a la bahía del Pénzhina. Después del deshielo, construyó un barco y navegó hacia el oeste siguiendo la costa e invernó en la desembocadura del río Guízhiga. En el otoño del año siguiente, en 1652, invernó en el río Yama, al este de Magadán y algún tiempo después en la bahía del río Tauy (en el lado oeste de la bahía de Magadán). En 1657, se presentó en Ojotsk. En 1659 estaba en Yakutsk y más tarde fue a Moscú, donde fue nombrado atamán. Volvió a Yakutsk y murió en 1666.
Teniendo en cuenta los escasos informes, no está claro lo que estuvo haciendo en los 6 años que tardó en pasar desde el Pénzhina a Ojotsk. Es posible que explorase una parte del oeste de la península de Kamchatka y puede que haya cruzado el estrangulamiento del norte hasta una punta desde donde pudiera ver el Pacífico. La historia sobre que navegó por completo alrededor de la península es probablemente una leyenda.
Parece haber sido un tipo bastante duro. Muchos de los documentos supervivientes dejan constancia de su pelea con otros rusos y del maltrato a los nativos. No se debe confundir con otros Stadujin que también estaban en Siberia en ese momento, con Tarás (probablemente su hermano), ni con Guerásim (otro hermano) ni con Yákov (su propio hijo).